# Maria van Lommen
Maria van Lommen, född 15 januari 1688 i Utrecht, död 14 augusti 1742 i Utrecht, var en nederländsk silversmed och skråledamot.
Dotter till Cornelis van Lommen (1656–1715), silversmed, och Cornelia Enligt Merck (1667–1724). Då fadern 1712 avslutade sin karriär blev hon insvuren i silverskrået som föreståndare för hans guld- och silververkstad. Hennes mor blev hennes samarbetspartner, och deras konkurrenter klagade inför myndigheterna att deras goda affärer riskerade att slå ut alla övriga silversmeder i staden: modern invaldes även hon som änka i skrået 1718. År 1730 invaldes Lommen även i guldsmedernas skrå: hon sysslade även med fastighetsköp och hade filialer i Amsterdam. Hennes framgång som affärskvinna, vilken var ovanlig för hennes kön, är ovanligt väldokumenterat, och hon har fått stå som exempel för de många anonyma kvinnor som i Nederländernas historia intagit liknande roller.   